# Mysłów (Dolnoslezské vojvodství)
Mysłów je vesnice v Dolnoslezském vojvodství v Polsku na trase mezi Jelení Horou a Bolkówem. Zástavba je podlouhlého charakteru přibližně s orientací východ-západ. Středem vsi prochází cesta, která se po obou stranách napojuje na hlavní tah, silnici číslo 3. Vsí protéká potok Mokrzyna. Uprostřed se nachází hřbitov a katolický kostel svatého Jana Křtitele.

## Galerie

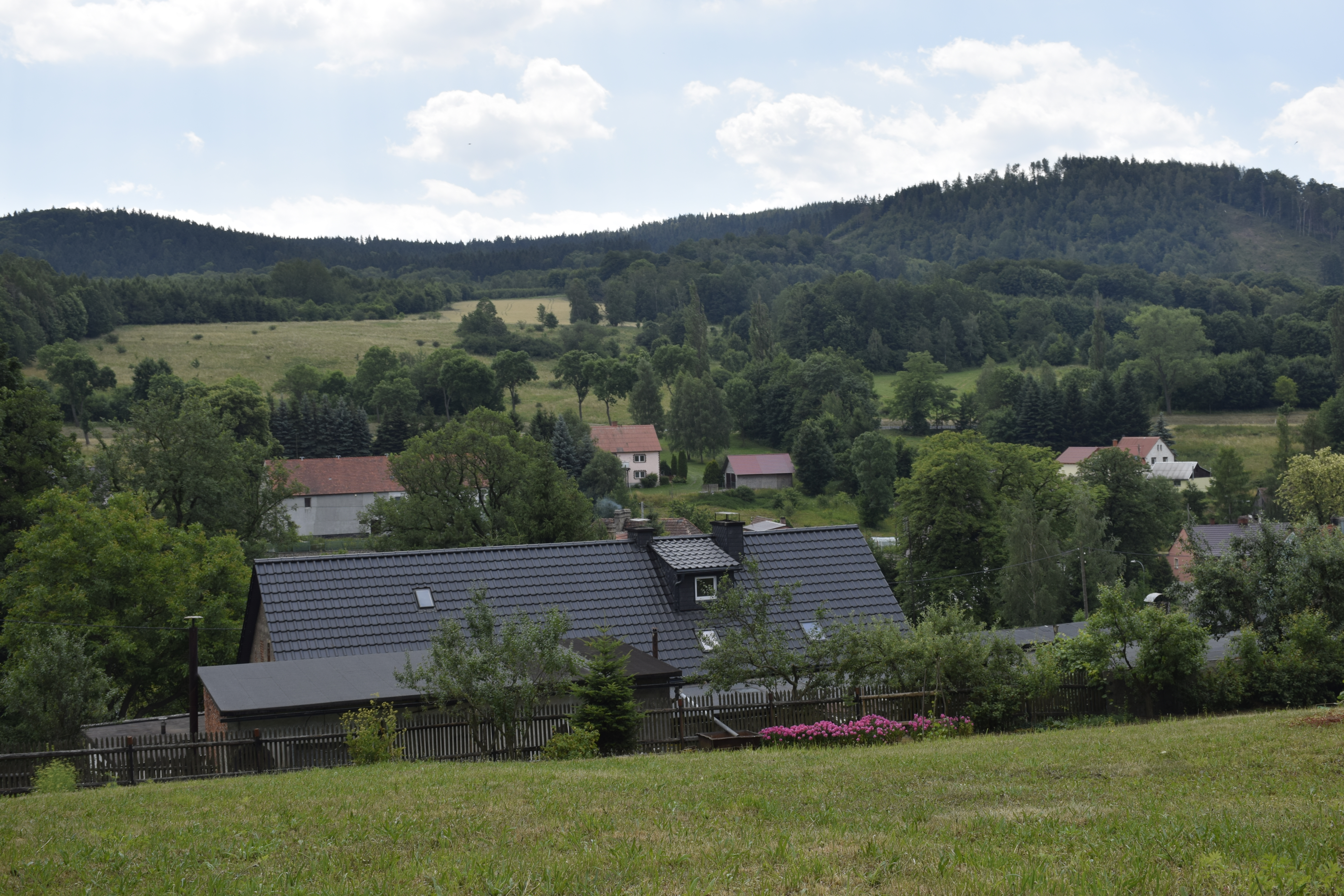
Pohled na část vsi
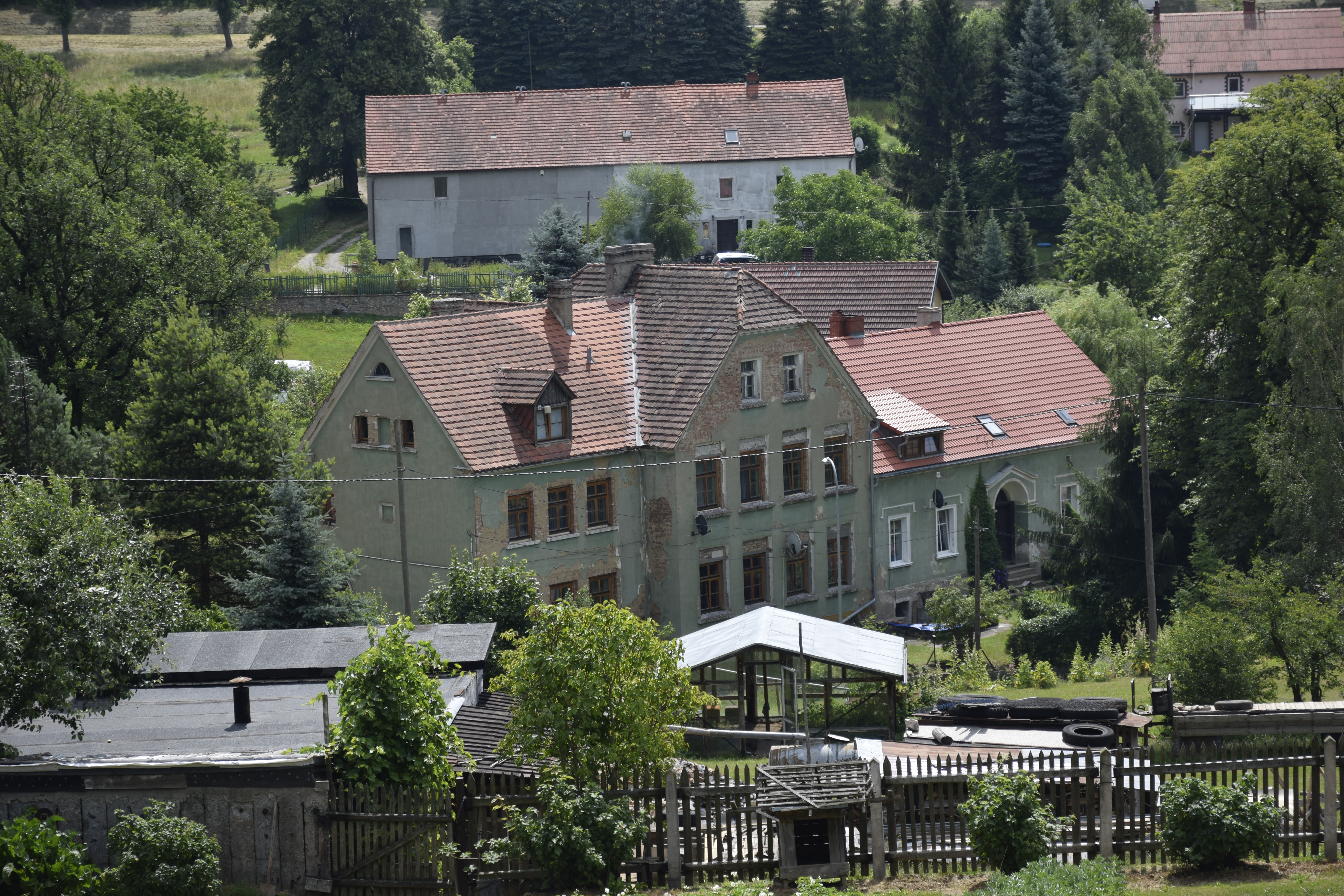
Větší dům
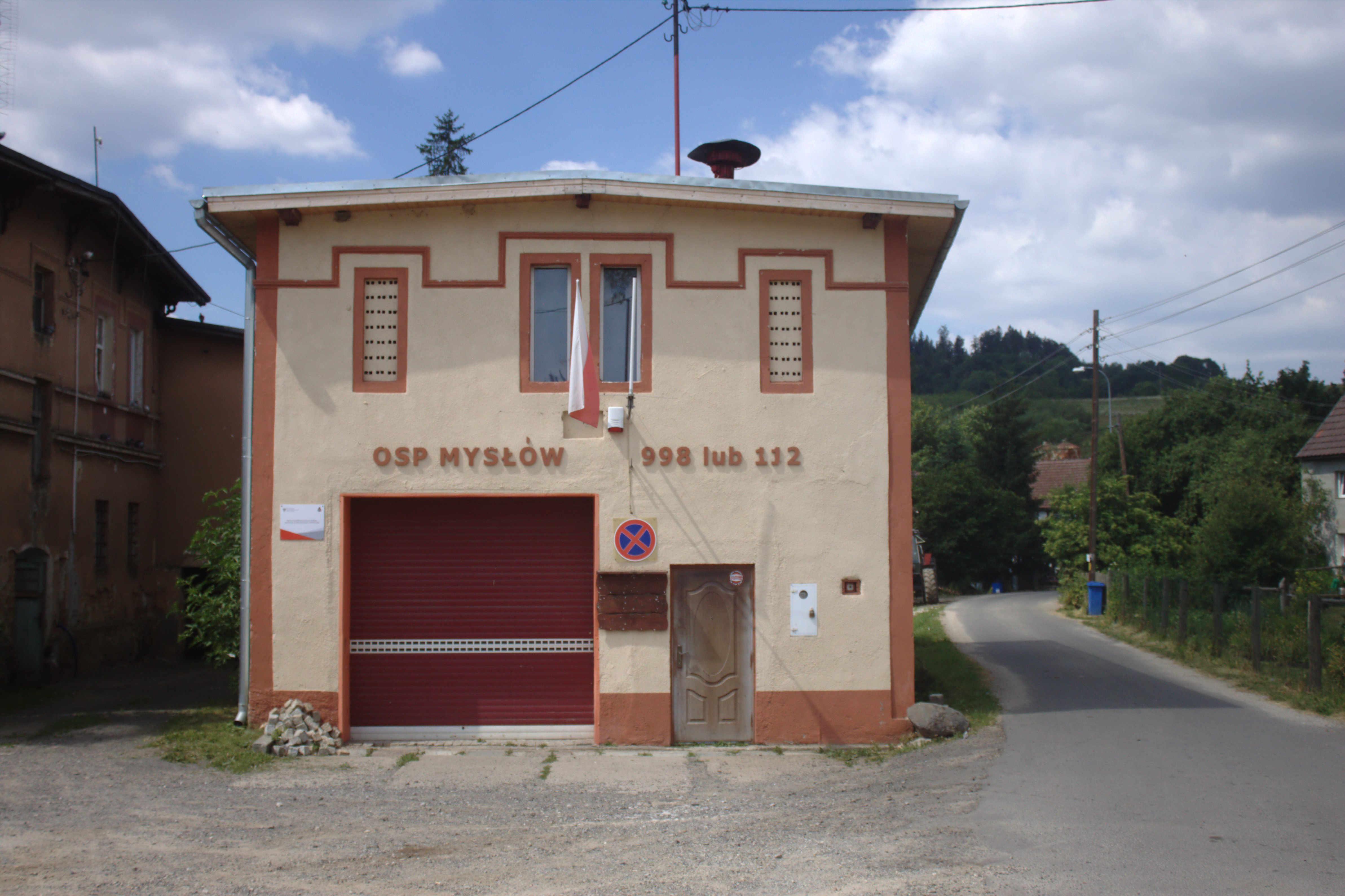
Hasičská zbrojnice
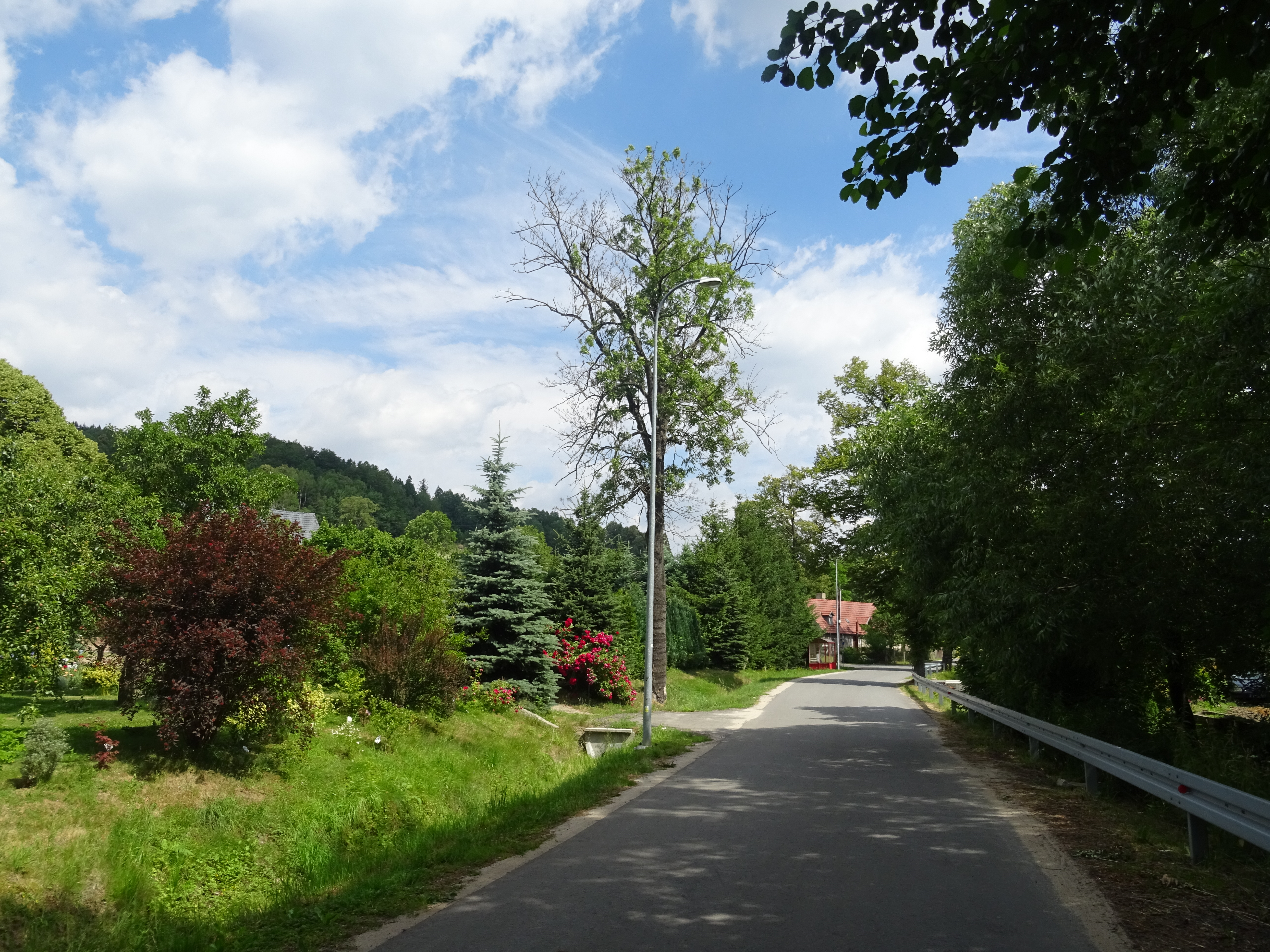
Hlavní silnice
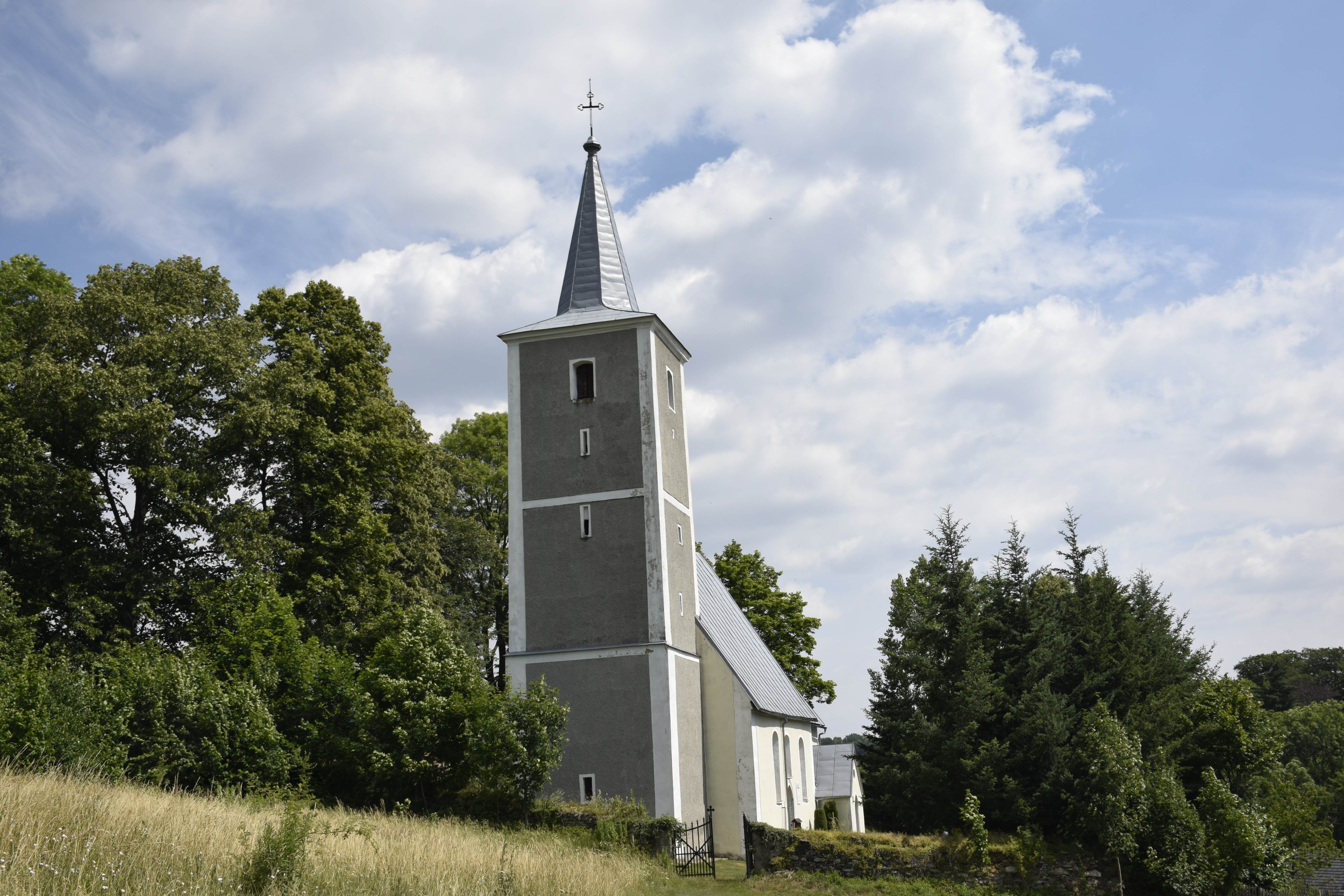
Kostel svatého Jana Křtitele